# Lycaste fuscina
Lycaste fuscina är en orkidéart som beskrevs av Henry Francis Oakeley. Lycaste fuscina ingår i släktet Lycaste och familjen orkidéer. Inga underarter finns listade i Catalogue of Life.